# Okręg wyborczy nr 29 do Senatu Rzeczypospolitej Polskiej (2001–2011)
Okręg wyborczy nr 29 do Senatu Rzeczypospolitej Polskiej obejmował w latach 2001–2011 obszar miast na prawach powiatu Jastrzębia-Zdroju, Rybnika i Żor oraz powiatów mikołowskiego, raciborskiego, rybnickiego i wodzisławskiego (województwo śląskie). Wybierano w nim 2 senatorów na zasadzie większości względnej.
Powstał w 2001, jego obszar należał wcześniej do okręgu obejmującego część województwa katowickiego. Zniesiony został w 2011, na jego obszarze utworzono nowe okręgi nr 72 i 73.
Siedzibą okręgowej komisji wyborczej był Rybnik.

## Reprezentanci okręgu
| Rok  | Senator komitet wyborczy                 | Senator komitet wyborczy                                      | Senator komitet wyborczy                 | Senator komitet wyborczy                                      |
| ---- | ---------------------------------------- | ------------------------------------------------------------- | ---------------------------------------- | ------------------------------------------------------------- |
| 2001 |                                          | Bernard Drzęźla KKW Sojusz Lewicy Demokratycznej – Unia Pracy |                                          | Adam Graczyński KKW Sojusz Lewicy Demokratycznej – Unia Pracy |
| 2004 |                                          | Bernard Drzęźla KKW Sojusz Lewicy Demokratycznej – Unia Pracy | Klemens Ścierski Unia Wolności           |                                                               |
| 2005 |                                          | Jerzy Szymura Prawo i Sprawiedliwość                          |                                          | Antoni Motyczka Platforma Obywatelska RP                      |
| 2007 | Tadeusz Gruszka Prawo i Sprawiedliwość   |                                                               |                                          | Antoni Motyczka Platforma Obywatelska RP                      |
| 2011 | okręg zniesiony, patrz okręgi nr 72 i 73 | okręg zniesiony, patrz okręgi nr 72 i 73                      | okręg zniesiony, patrz okręgi nr 72 i 73 | okręg zniesiony, patrz okręgi nr 72 i 73                      |

## Wyniki wyborów
Symbolem „●” oznaczono senatorów ubiegających się o reelekcję.

### Wybory parlamentarne 2001
| Kandydat                                              | Kandydat            | Komitet wyborczy                              | Głosów |
| ----------------------------------------------------- | ------------------- | --------------------------------------------- | ------ |
|                                                       | Bernard Drzęźla     | KKW Sojusz Lewicy Demokratycznej – Unia Pracy | 85 076 |
|                                                       | Adam Graczyński●    | KKW Sojusz Lewicy Demokratycznej – Unia Pracy | 77 950 |
|                                                       | Grzegorz Opala      | KWW Blok Senat 2001                           | 55 512 |
|                                                       | Janusz Frąckowiak   | KWW Blok Senat 2001                           | 48 950 |
|                                                       | Tadeusz Jedynak     | KWW „Od Raciborza do Mikołowa”                | 45 307 |
|                                                       | Krzysztof Kluczniok | KWW „Autonomia dla Ziemi Górnośląskiej”       | 41 849 |
|                                                       | Augustyn Konieczny  | Polskie Stronnictwo Ludowe                    | 25 553 |
|                                                       | Jan Kurpas          | Polska Unia Gospodarcza                       | 16 730 |
| Frekwencja: 42,87% Źródło: Państwowa Komisja Wyborcza |                     |                                               |        |

*Adam Graczyński reprezentował w Senacie IV kadencji (1997–2001) województwo katowickie (został wybrany w 2000).

### Wybory uzupełniające 2004
Głosowanie odbyło się z powodu śmierci Adama Graczyńskiego.
| Kandydat                                             | Kandydat               | Komitet wyborczy                                | Głosów |
| ---------------------------------------------------- | ---------------------- | ----------------------------------------------- | ------ |
|                                                      | Klemens Ścierski       | Unia Wolności                                   | 6178   |
|                                                      | Maria Pańczyk-Pozdziej | Platforma Obywatelska RP                        | 2787   |
|                                                      | Paweł Porwoł           | Liga Polskich Rodzin                            | 2070   |
|                                                      | Kazimierz Mikołajec    | Prawo i Sprawiedliwość                          | 1960   |
|                                                      | Krzysztof Kluczniok    | KWW „Jedność Górnośląska”                       | 1439   |
|                                                      | Wacław Czerkawski      | KWW „Lewica Razem”                              | 1167   |
|                                                      | Czesław Sobierajski    | KWW Czesława Sobierajskiego – „Chadecja Śląska” | 797    |
|                                                      | Roman Kurzbauer        | Socjaldemokracja Polska                         | 742    |
|                                                      | Stanisław Kijewski     | KWW „Bezpartyjny Ruch Społeczny”                | 363    |
| Frekwencja: 3,06% Źródło: Państwowa Komisja Wyborcza |                        |                                                 |        |

### Wybory parlamentarne 2005
| Kandydat                                              | Kandydat                 | Komitet wyborczy                              | Głosów |
| ----------------------------------------------------- | ------------------------ | --------------------------------------------- | ------ |
|                                                       | Jerzy Szymura            | Prawo i Sprawiedliwość                        | 75 443 |
|                                                       | Antoni Motyczka          | Platforma Obywatelska RP                      | 59 546 |
|                                                       | Zygmunt Łukaszczyk       | Platforma Obywatelska RP                      | 49 839 |
|                                                       | Paweł Porwoł             | Liga Polskich Rodzin                          | 38 227 |
|                                                       | Andrzej Stania           | Polskie Stronnictwo Ludowe                    | 25 055 |
|                                                       | Marian Jarosz            | Sojusz Lewicy Demokratycznej                  | 23 689 |
|                                                       | Bernard Drzęźla●         | Sojusz Lewicy Demokratycznej                  | 21 485 |
|                                                       | Marek Balcer             | KWW „Dla Gmin i Powiatów Regionu”             | 21 184 |
|                                                       | Ryszard Ślązak           | Polskie Stronnictwo Ludowe                    | 12 077 |
|                                                       | Bernard Szweda           | KWW Bernarda Szwedy                           | 12 046 |
|                                                       | Leszek Piotrowski        | Centrum                                       | 11 062 |
|                                                       | Jadwiga Hyrczyk-Franczyk | KWW Jadwigi Hyrczyk-Franczyk                  | 10 170 |
|                                                       | Stanisław Kijewski       | KWW „Ogólnopolski Bezpartyjny Ruch Społeczny” | 5580   |
| Frekwencja: 39,81% Źródło: Państwowa Komisja Wyborcza |                          |                                               |        |

### Wybory parlamentarne 2007
| Kandydat                                              | Kandydat             | Komitet wyborczy                      | Głosów  |
| ----------------------------------------------------- | -------------------- | ------------------------------------- | ------- |
|                                                       | Antoni Motyczka●     | Platforma Obywatelska RP              | 128 754 |
|                                                       | Tadeusz Gruszka      | Prawo i Sprawiedliwość                | 116 032 |
|                                                       | Adam Putkowski       | Platforma Obywatelska RP              | 81 477  |
|                                                       | Marian Jarosz        | KKW Lewica i Demokraci SLD+SDPL+PD+UP | 53 205  |
|                                                       | Rudolf Kołodziejczyk | Polskie Stronnictwo Ludowe            | 41 957  |
|                                                       | Dobromir Sośnierz    | Unia Polityki Realnej                 | 18 230  |
| Frekwencja: 53,01% Źródło: Państwowa Komisja Wyborcza |                      |                                       |         |